# 紅花檵木

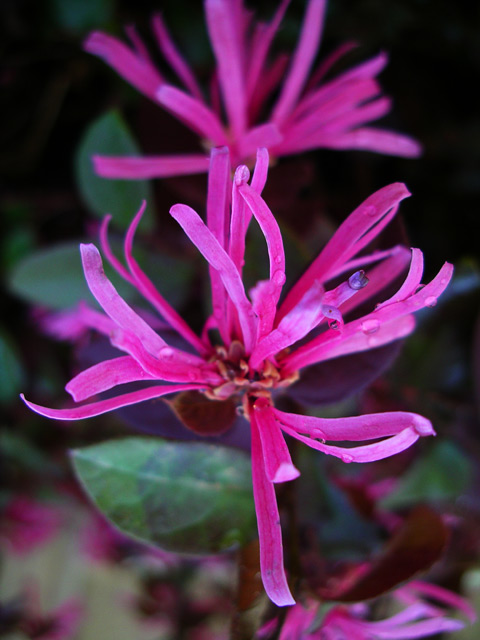
红花檵木的图片。

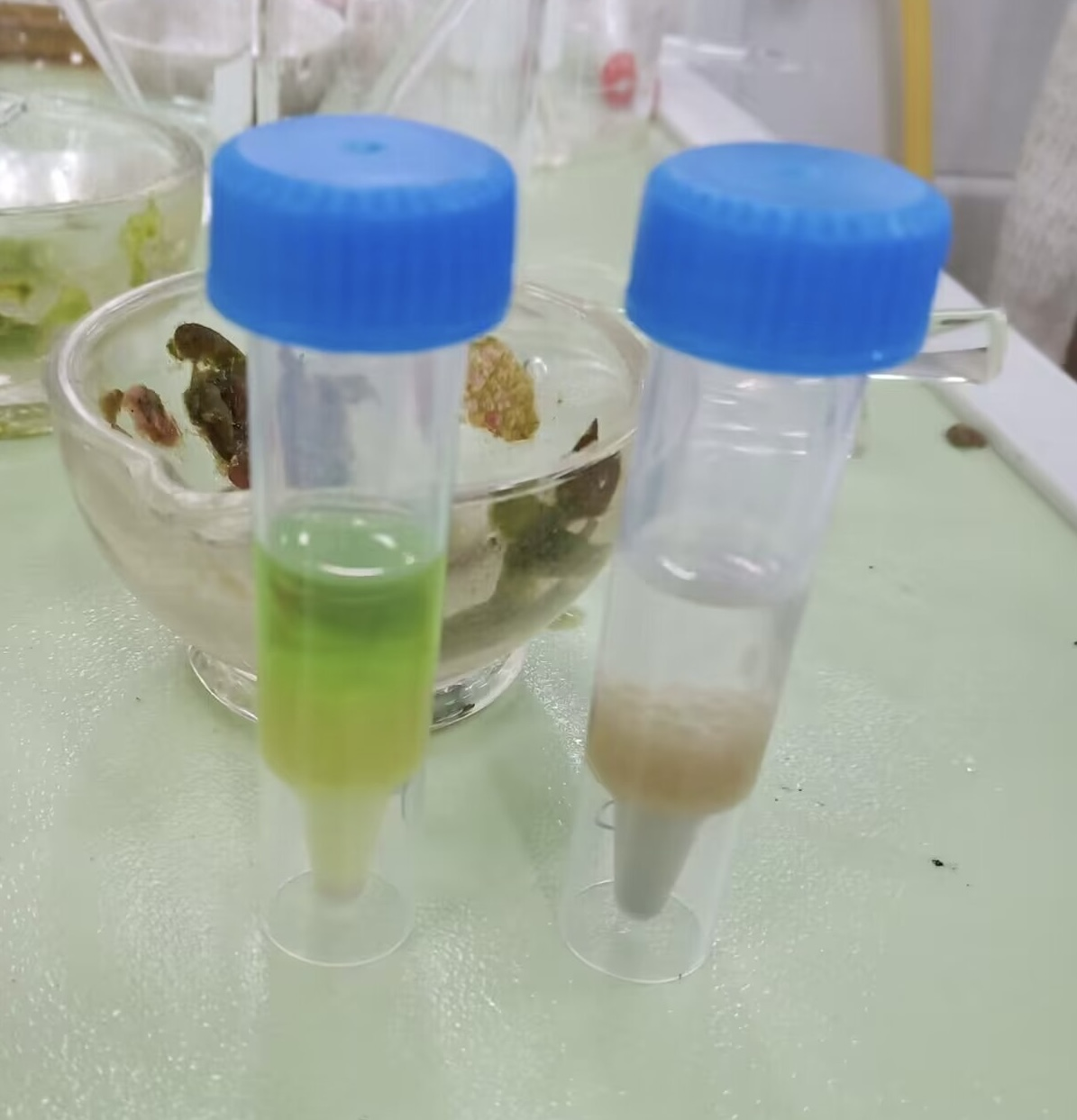
分离红花檵木叶片中的叶绿素与花青素的图片

紅花檵木，又名红檵木、红梽木、红桎木、红檵花、红梽花、红桎花，是金縷梅科檵木屬檵木的变种。分布于印度北部及中国湖南、广西、江苏等长江中下游及以南地区。特征与原变种相似，但叶为暗红色，花为粉红色至紫红色，常修剪成球形，适于布置地面植被色块、制作盆景，是很好的观赏植物。按叶色可分为嫩叶红、透骨红、双面红3类栽培种。